# Рощинское сельское поселение (Омская область)
Рощинское сельское поселение — сельское поселение в Горьковском районе Омской области.
Административный центр — село Рощино.

## Административное деление
| статус  | населённый пункт | год основания |
| ------- | ---------------- | ------------- |
| село    | Ро́щино           | 1906          |
| деревня | Вя́жевка          | 1895          |
| деревня | Подо́льск         | 1922          |